# Martinsyde

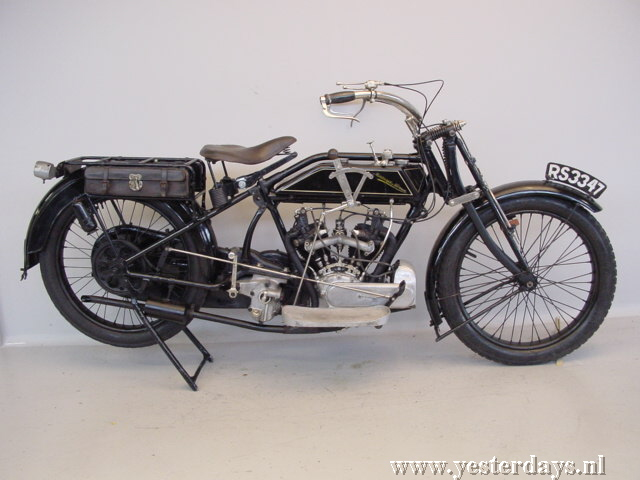
Deze Martinsyde uit 1920 heeft een 680cc-V-twin waarvan men de rechten van het bedrijf Newman kocht. Daarom staat er ook Martinsyde-Newman op de tank.

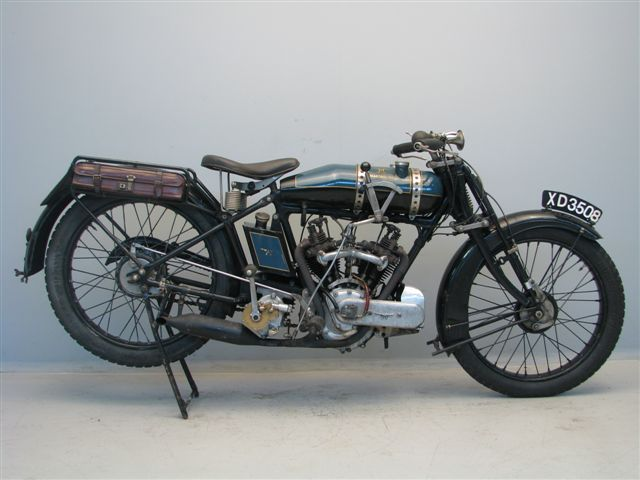
Een Martinsyde met 680cc-V-twin uit 1922

Martinsyde is een historisch Brits motorfietsmerk.
Martinsyde Ltd., Woking, later BAT Motor-Spares & Repair Co. Ltd., Penge, London (1919-1925). 
Engelse vliegtuigfabriek die na de Eerste Wereldoorlog goede 498cc- en 676cc-V-twins en 346cc-eencilinders met eigen motorblokken bouwde. De 50° V-twins waren ontwikkeld door de technicus Howard Newman. De bedrijfsnaam was samengesteld uit de namen van de eigenaren, Helmuth Paul Martin en George Harris Handasyde. 
In 1923 werd de motorfietsenproductie aan BAT in Londen overgedaan. Waarschijnlijk veranderde de merknaam toen in BAT-Martinsyde. In elk geval verdween het merk Martinsyde pas in 1925 van de markt.